# Dawn (rymdsond)
Dawn är en obemannad rymdsond som den 27 september 2007 klockan 13:34, svensk tid, lyfte från Cape Canaveral Air Force Station, Florida i USA. Sonden skulle undersöka de två tyngsta objekten i asteroidbältet, dvärgplaneten Ceres och asteroiden Vesta.
Sonden drivs med hjälp av en jonmotor som gör det möjligt att ändra rymdsondens bana och riktning under uppdragets gång utan att ha med sig stora mängder bränsle.

## Uppdrag
Uppdragets mål är att undersöka solsystemets allra tidigaste epoker genom att studera två av de största asteroiderna i detalj. Ceres och Vesta har många egenskaper i kontrast med varandra som kan vara resultatet av att de bildats i två olika regioner av solsystemet. Ceres kan ha haft en "kall och blöt" tillkomst, som lämnat kvar vatten under dess yta. Däremot verkar Vesta ha haft en "het och torr" tillkomst som kan ha orsakat vulkanism.

## Status
Efter raketuppskjutningen från Kennedy Space Center den 27 september 2007 och inledande kontroller av rymdfarkosten startades Dawns jonmotorer den 17 december. Omloppsbanan runt solen förstorades till den grad att den närmade sig planeten Mars, där en förbiflygning med gravitationsslunga gjordes i februari 2009. Under detta första interplanetariska stadium av resan var jonmotorerna igång 270 dygn, eller 85 procent av tiden. Dawn förbrukade endast 72 kilogram drivmedel (xenongas) för att uppnå en hastighetsändring på 1,81 km/s.  Den 20 november 2008 gjorde Dawn sin första kursrättningsmanöver (engelska: Trajectory Correction Maneuver; TCM1) genom att aktivera jonmotor 1 i 2 timmar och 11 minuter. Ytterligare en kursrättningsmanöver var planerad i januari 2009, men efter Dawns konjunktion med solen bedömdes den onödig och utfördes aldrig.
Dawn kom närmast Mars den 17 februari 2009, då sonden flög 549 kilometer över Marsytan och genomförde en lyckad gravitationsslunga. Samtidigt försatte sig Dawn i säkerhetsläge, med dataförlust som följd.  Två dagar senare var farkosten i normal drift igen. Orsaken till driftstoppet uppgavs vara ett mjukvarufel.
Resan fortsatte utåt och in i asteroidbältet. De första bilderna av Vesta släpptes 3 maj 2011, samtidigt som Dawn började närma sig asteroiden. Dawn nådde Vesta den 16 juli 2011. Rymdsonden planerades lämna asteroiden 26 augusti 2012, men på grund av försening lämnade rymdsonden asteroiden istället först 5 september, med en ny bana mot Ceres. I mars 2015 gick sonden in i omloppsbana runt Ceres. och blev därmed först till en dvärgplanet, eftersom New Horizons som var på väg mot Pluto och dess månar inte nådde fram förrän i juli 2015.
Också Ceres ska studeras i ungefär ett års tid, tills styrraketernas bränsle tar slut. Därefter förväntas sonden bli kvar i omloppsbana runt Ceres, eftersom dess bana är stabil.
Den 1 november 2018 förklaras uppdraget slutfört, efter att man förlorat kontakten med rymdsonden. Detta på grund av att bränslet tagit slut och att rymdsonden inte längre kunde rikta sina solpaneler mot solen. 

### Tidtabell över färden
- 27 september 2007 – Start
- 17 februari 2009 – Fick hjälp av Mars gravitation
- 16 juli 2011 – Kom fram till Vesta
- 5 september 2012 – Lämnade Vesta
- 6 mars 2015 – Kom fram till Ceres
- 30 juni 2016 – Uppdraget fullbordat
- 1 juli 2016 – Uppdraget förlängs
- 1 november 2018 – Uppdraget förklaras avslutat

## Resultat från Vesta
Mätresultaten och fotografierna från studierna av Vesta analyseras fortfarande. Hittills har de bland annat resulterat i en detaljerad kartglob över asteroiden.
| Geologisk karta över Vesta baserad på information från Dawn |
| --- |
| De äldsta regionerna, med flest kratrar är bruna; områden som påverkats av nedslagen vid Vestas två största kratrar, Veneneia och Rheasilvia har färgats lila respektive cyan. Rheasilvia-kratern (i söder) är mörkblå och omgivande områden ljuslila. Områden med nyare nedslagskratrar är gula och gröna till färgen. |

### Bildgalleri från Dawn besök vid Vesta

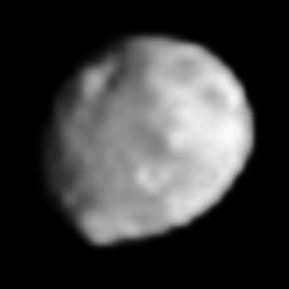
Vesta från 265 000 kilometers avstånd (14 juni 2011)
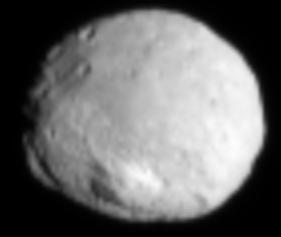
Vesta från 100 000 kilometers avstånd (1 juli 2011)
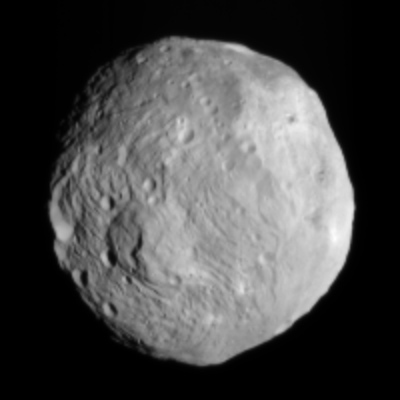
Vesta från 41 000 kilometers avstånd (9 juli 2011)
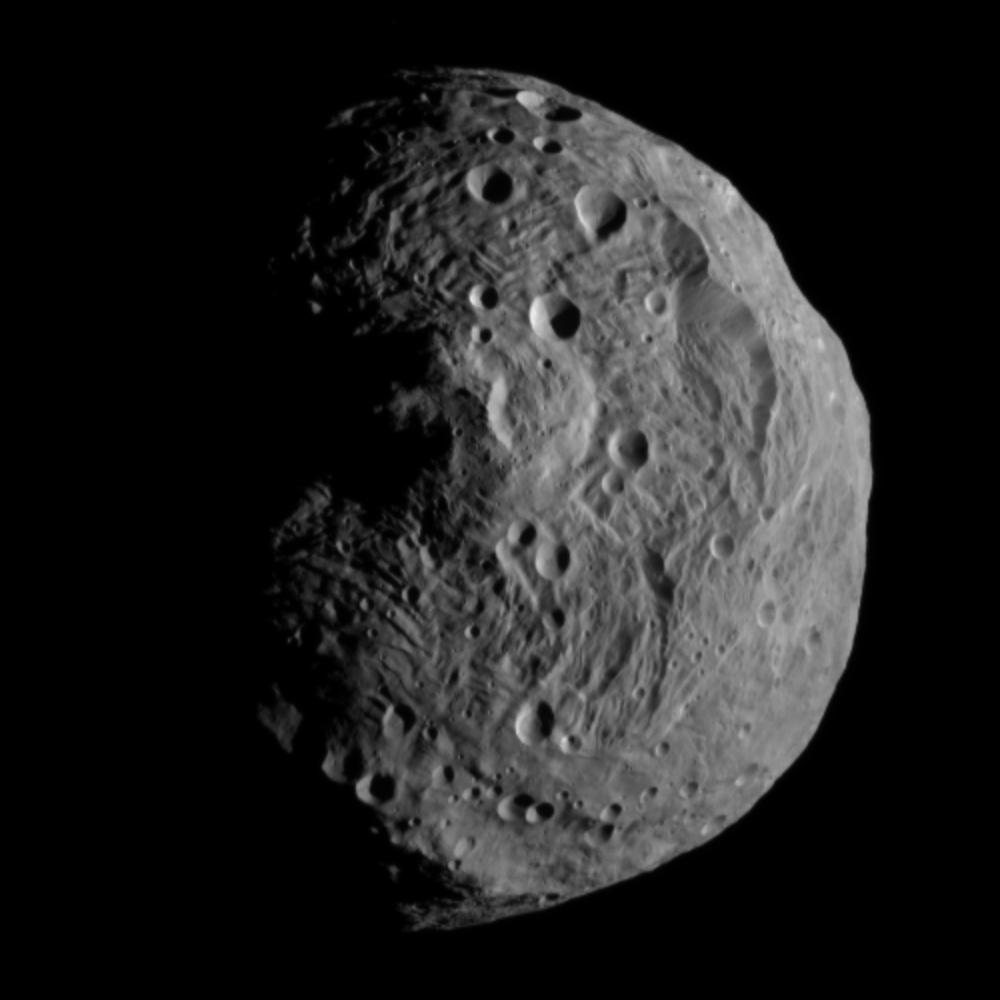
I omloppsbana på 16 000 kilometers avstånd (17 juli 2011)
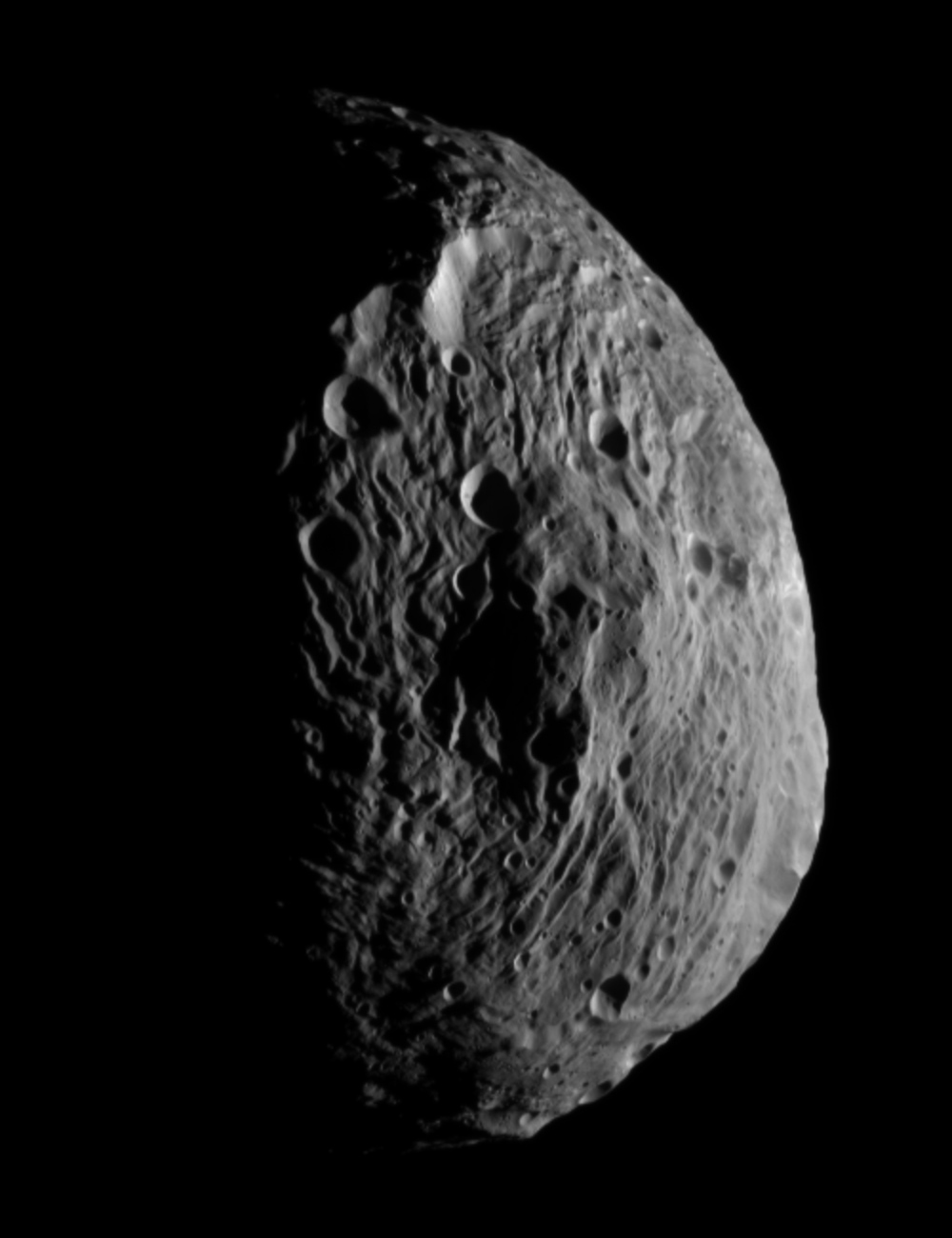
I omloppsbana från 10 500 kilometers avstånd (18 juli 2011)
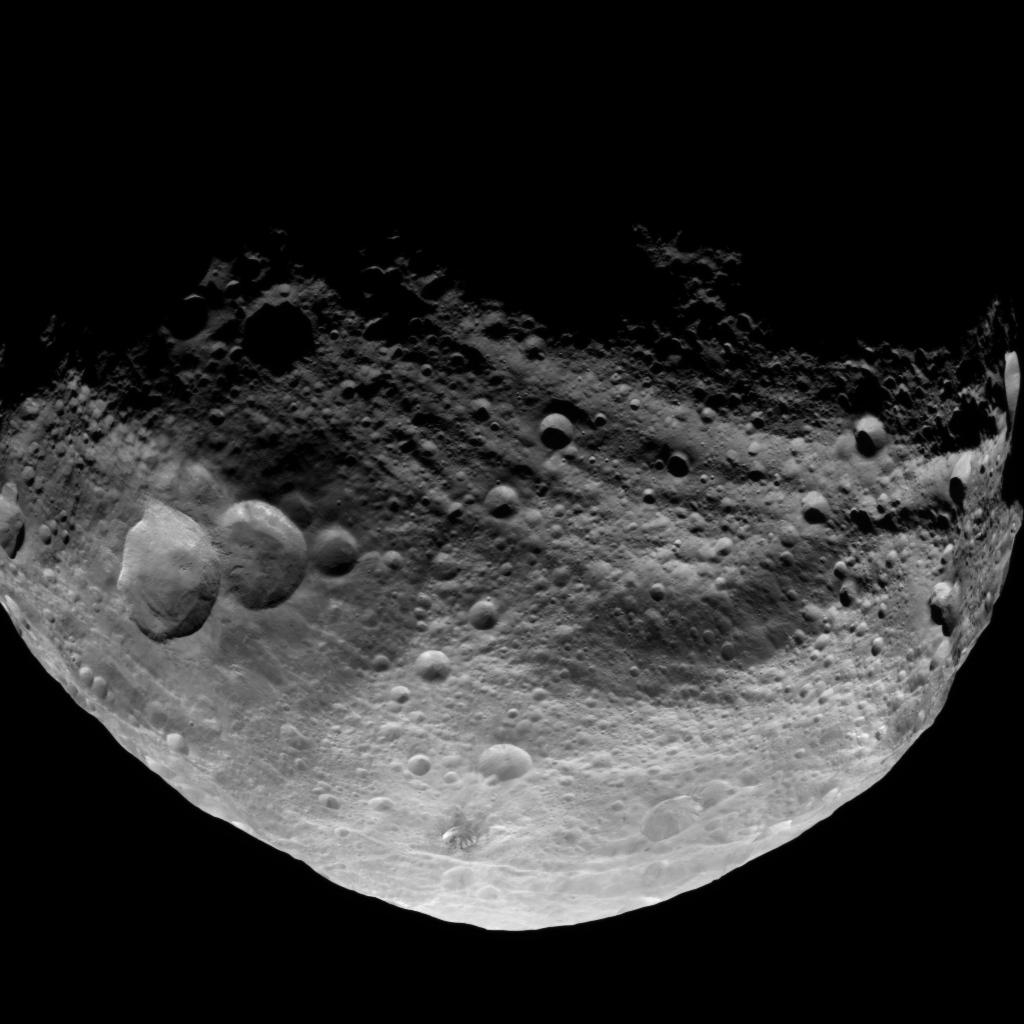
Norra hemisfären från 5 200 kilometers avstånd (23 juli 2011)
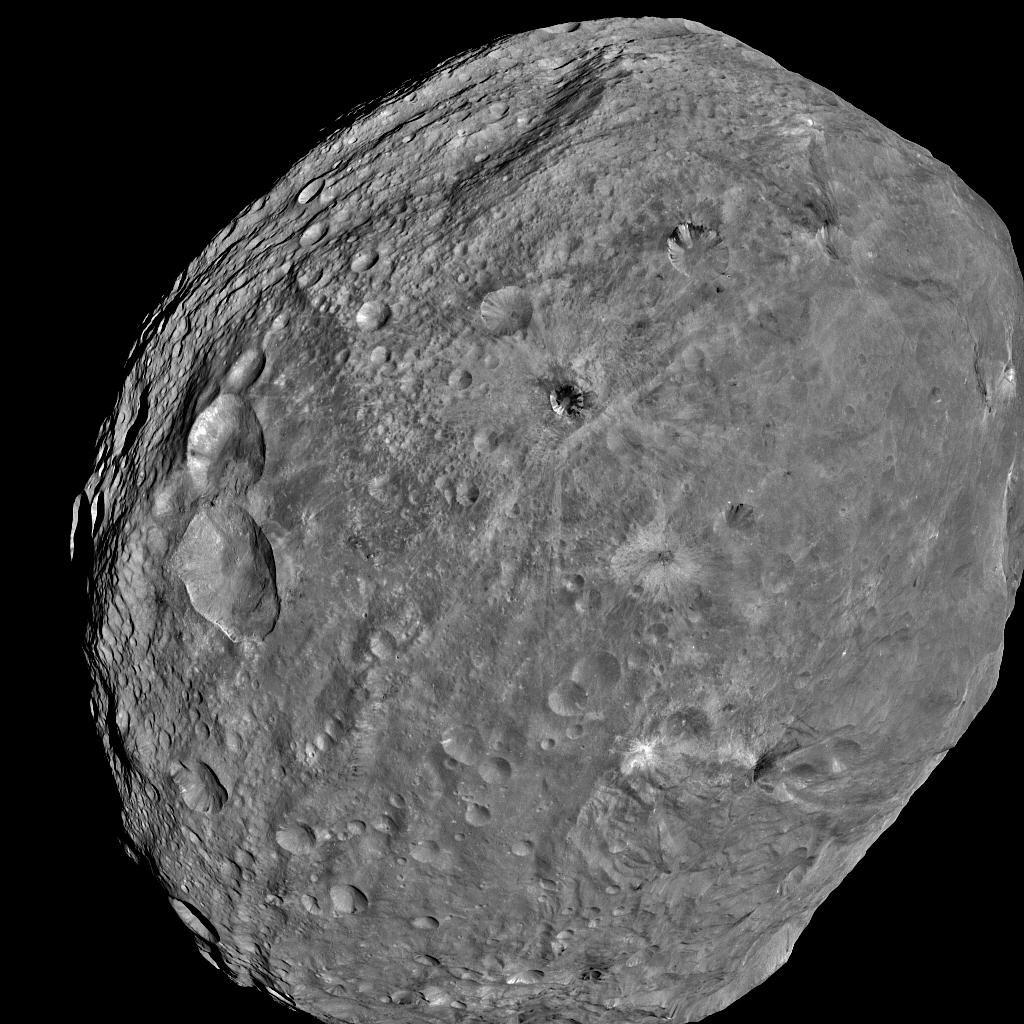
I omloppsbana från 5 200 kilometers avstånd (24 juli 2011)
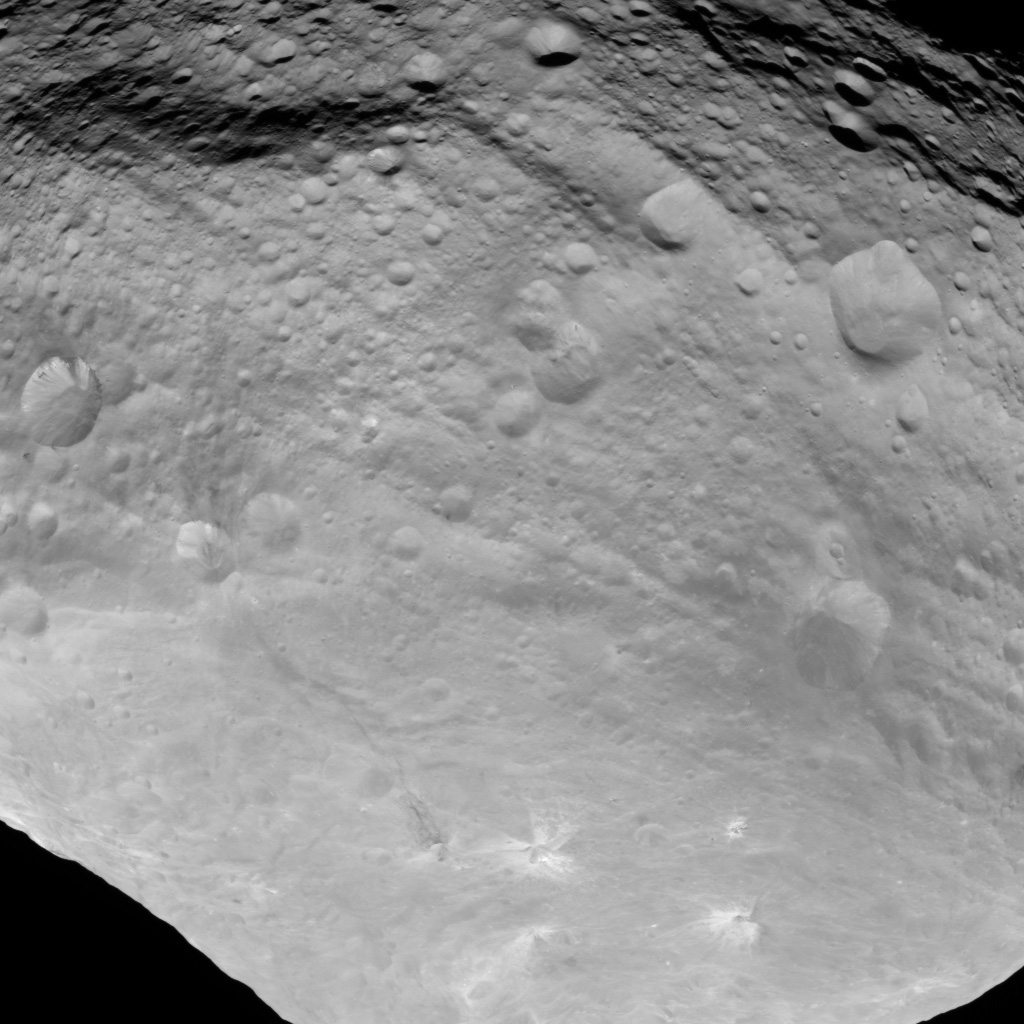
I omloppsbana från 3 700 kilometers avstånd (31 juli 2011)
Full rotation (1 augusti 2011)
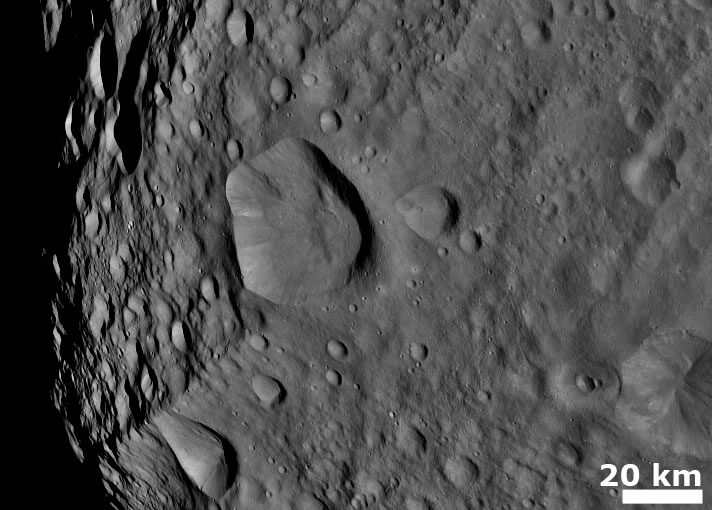
Terräng med kratrar och berg (6 augusti 2011)
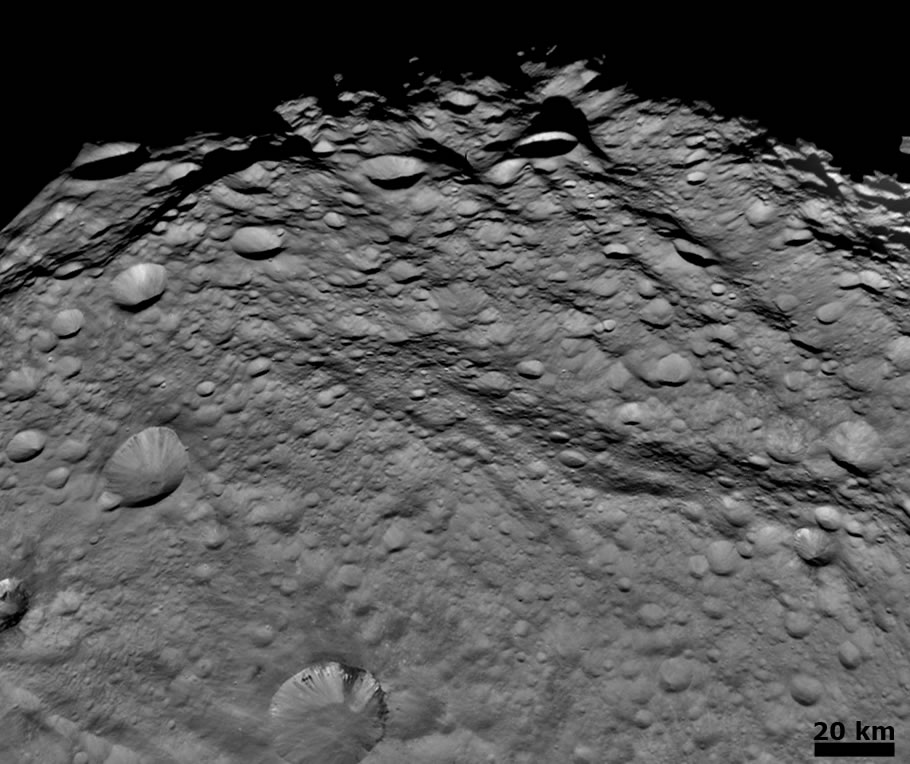
Terräng med många kratrar i närheten av terminatorn (6 augusti 2011)
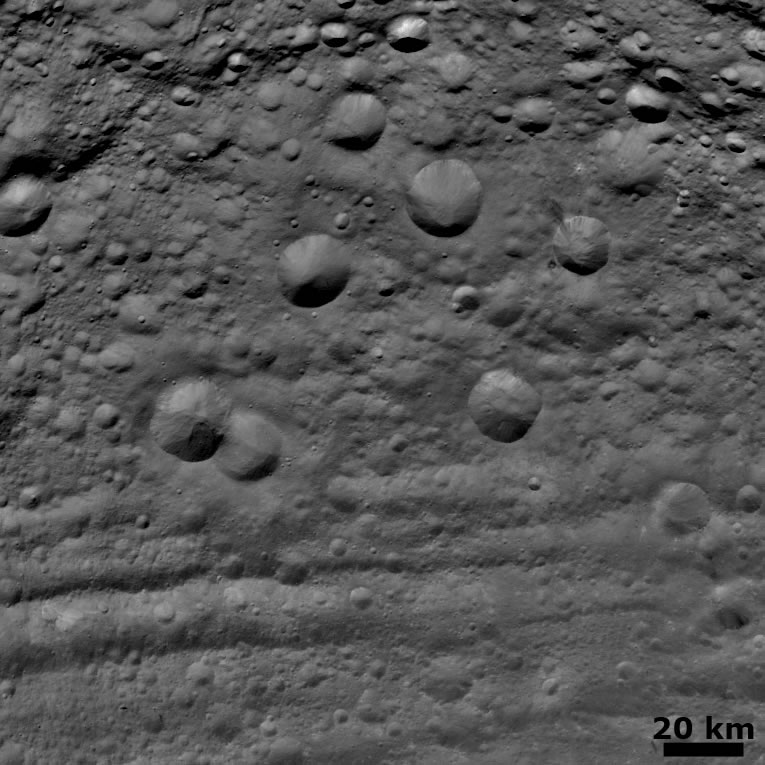
(6 augusti 2011)

## Resultat från Ceres
Från och med januari 2015 kunde rymdsonden ta fotografier av dvärgplaneten med bättre upplösning än vad som är möjligt för Hubbleteleskopet. Under sina första omlopp runt Ceres, ungefär 22 dygn, planerades kartmaterial tas fram motsvarande den geologiska kartan över Vesta. I slutet av april 2015 närmade sig sonden sedan dvärgplaneten. På grund av ett tekniskt fel fick dock antalet fotografier begränsas jämfört med planerna.

### Bildgalleri från Ceres

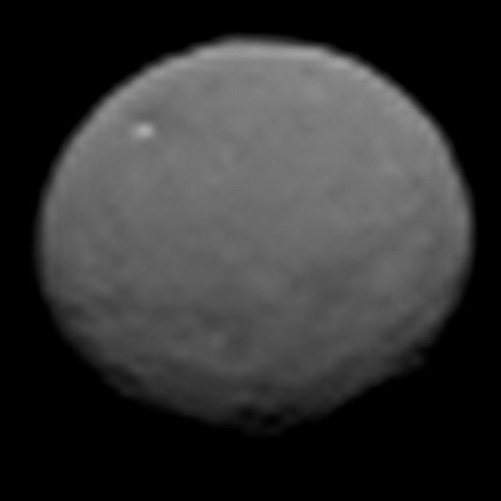
På 237 000 kilometers avstånd (25 januari 2015)
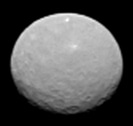
På 145 000 kilometers avstånd (4 februari 2015)
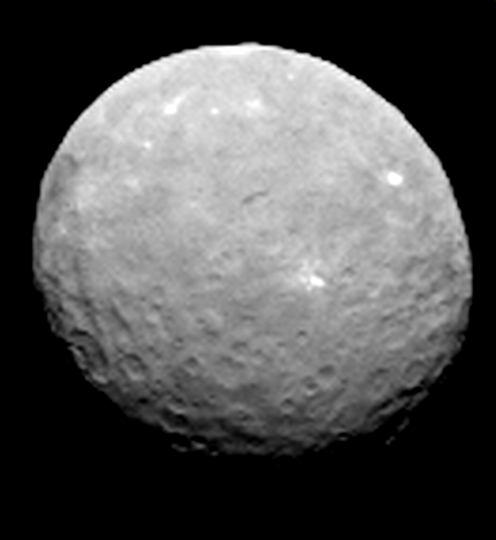
På 83 000 kilometers avstånd (12 februari 2015)
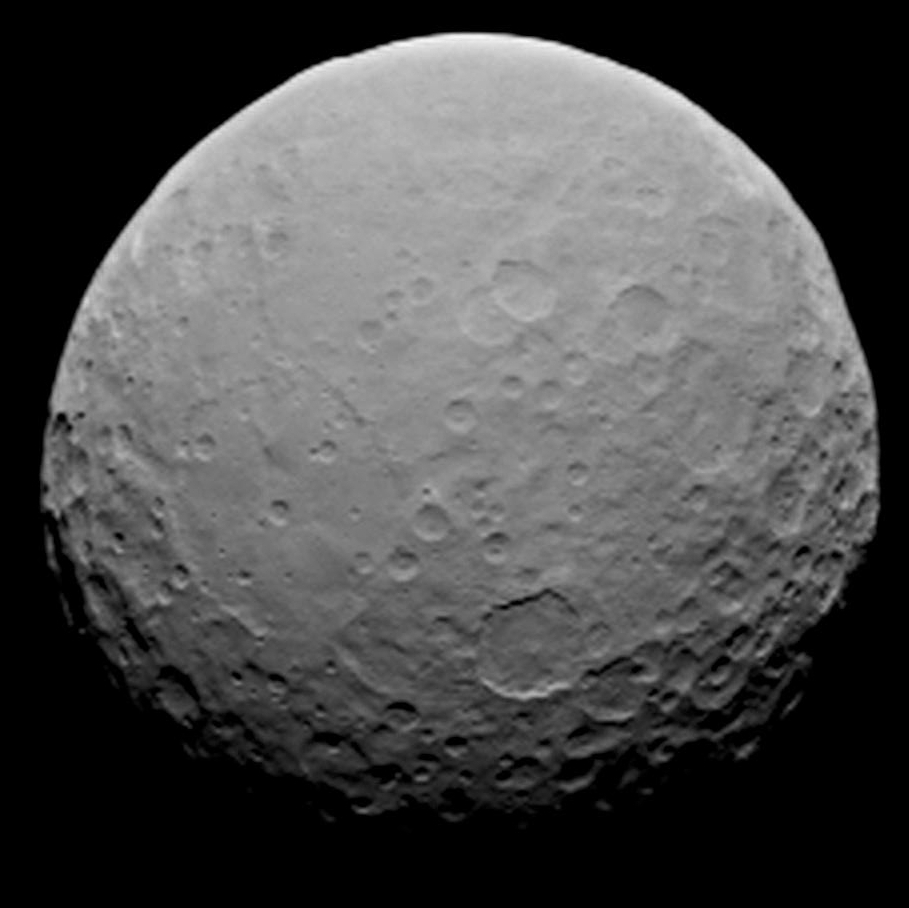
På 46 000 kilometers avstånd (19 februari 2015)
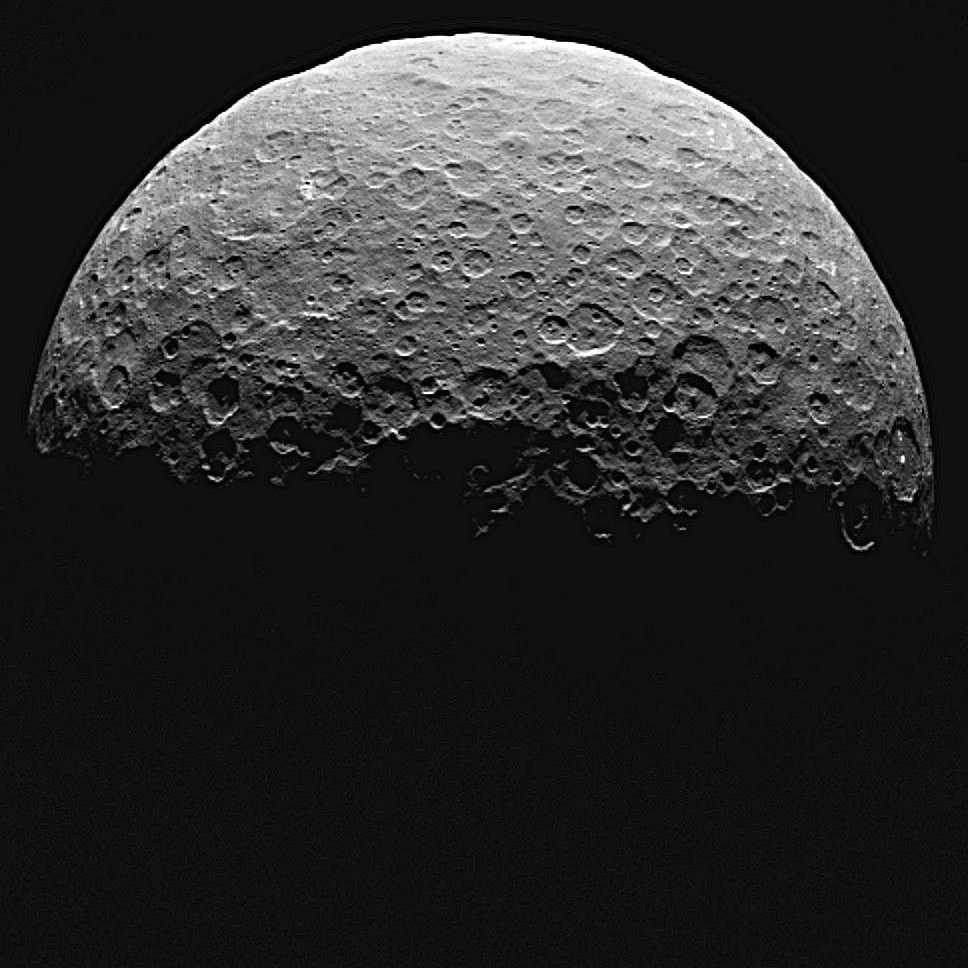
På 22 000 kilometers avstånd (14 april 2015)
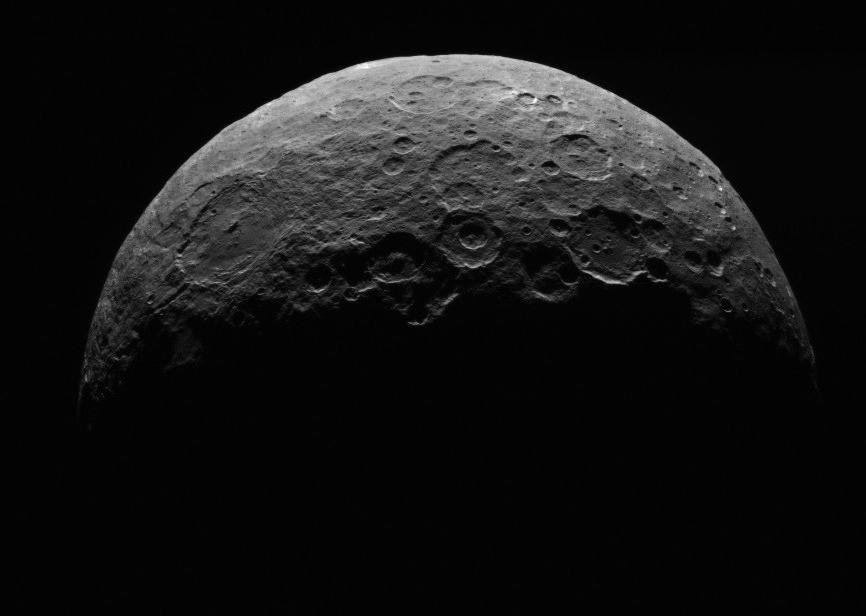
På 13 500 kilometers avstånd (26 april 2015)

### Fotnoter
1. ↑  ”NASA Space Science Data Coordinated Archive” (på engelska). NASA. https://nssdc.gsfc.nasa.gov/nmc/spacecraft/display.action?id=2007-043A. Läst 31 mars 2020.
2. ↑  Elin Pärsson (6 mars 2015). ”Rymdsond har nått fram till dvärgplaneten Ceres”. Svenska dagbladet. http://www.svd.se/nyheter/utrikes/rymdsond-nar-fram-till-dvargplaneten-ceres_4387435.svd. Läst 10 mars 2015.
3. ↑  ”Dawn spacecraft gets an eyeful of dwarf planet Ceres” (på engelska). BBC. 19 januari 2015. http://www.bbc.com/news/science-environment-30888818. Läst 19 mars 2015.
4. ↑  Johan Warell. ”Dawn”. Nationalencyklopedin. Bokförlaget Bra böcker AB, Höganäs. http://www.ne.se/uppslagsverk/encyklopedi/l%C3%A5ng/dawn. Läst 19 mars 2015.
5. 1 2  Williams, D. A.; Yingst, R. A.; Garry, W. B. (december 2014). ”Introduction: The geologic mapping of Vesta” (på engelska). Icarus 244:  sid. 1–12. doi:10.1016/j.icarus.2014.03.001. Läst 19 mars 2015.
6. ↑  Schäfer, M.; Nathues, A.; Williams, D. A.; Mittlefehldt, D. W.; Le Corre, L.; Buczkowski, D. L.; Kneissl, T.; Thangjam, G. S.; Hoffmann, M.; Schmedemann, N.; Schäfer, T.; Scully, J. E. C.; Li, J. Y.; Reddy, V.; Garry, W. B.; Krohn, K.; Yingst, R. A.; Gaskell, R. W.; Russell, C. T. (december 2014). ”Imprint of the Rheasilvia impact on Vesta – Geologic mapping of quadrangles Gegania and Lucaria” (på engelska). Icarus 244:  sid. 60–73. doi:10.1016/j.icarus.2014.06.026. Läst 19 mars 2015.
7. ↑  Schäfer, M.; Nathues, A.; Williams, D. A.; Mittlefehldt, D. W.; Le Corre, L.; Buczkowski, D. L.; Kneissl, T.; Thangjam, G. S.; Hoffmann, M.; Schmedemann, N.; Schäfer, T.; Scully, J. E. C.; Li, J. Y.; Reddy, V.; Garry, W. B.; Krohn, K.; Yingst, R. A.; Gaskell, R. W.; Russell, C. T. (december 2014). ”Imprint of the Rheasilvia impact on Vesta – Geologic mapping of quadrangles Gegania and Lucaria” (på engelska). Icarus 244:  sid. 60–73. doi:10.1016/j.icarus.2014.06.026. Läst 19 mars 2015.
8. ↑  Kneissl, T.; Schmedemann, N.; Reddy, V.; Williams, D. A.; Walter, S. H. G.; Neesemann, A.; Michael, G. G.; Jaumann, R.; Krohn, K.; Preusker, F.; Roatsch, T.; Le Corre, L.; Nathues, A.; Hoffmann, M.; Schäfer, M.; Buczkowski, D.; Garry, W. B.; Yingst, R. A.; Mest, S. C.; Russell, C. T.; Raymond, C. A. (december 2014). ”Morphology and formation ages of mid-sized post-Rheasilvia craters – Geology of quadrangle Tuccia, Vesta” (på engelska). Icarus 244:  sid. 133–157. doi:10.1016/j.icarus.2014.02.012. Läst 19 mars 2015.
9. ↑  Marc Rayman (29 januari 2015). ”Dawn blog” (på engelska). NASA. https://www.jpl.nasa.gov/blog/2015/1/more-than-just-a-pretty-picture-getting-the-view-on-ceres. Läst 19 mars 2015.